# 2014
2014 (MMXIV) je bilo navadno leto, ki se je po gregorijanskem koledarju začelo na sredo.
Organizacija združenih narodov je 2014 proglasila za mednarodno leto malih otoških držav v razvoju, mednarodno leto družinskega kmetovanja in mednarodno leto kristalografije.

## Dogodki

### Januar – julij
- 1. januar – Latvija prevzame evro za svojo valuto in postane 18. članica evroobmočja.
- 2. februar – močan žled povzroči obsežne motnje v prometu in preskrbi z električno energijo v Sloveniji.
- 7.–23. februar – v ruskem mestu Soči potekajo Zimske olimpijske igre 2014.
- 12. februar – Tina Maze na smukaški tekmi osvoji prvo zlato medaljo za Slovenijo na Zimskih olimpijskih igrah.
- 13. februar – Belgija kot prva država na svetu legalizira evtanazijo mladoletnikov.
- 22. februar – ukrajinski parlament odstavi predsednika Viktorja Janukoviča po več mesecev trajajočih protestih, v odziv na menjavo proruske oblasti ruske sile zasedejo polotok Krim.
- 8. marec – letalo Boeing 777 na letu 370 družbe Malaysia Airlines izgine nad Tajskim zalivom z 239 potniki na krovu.
- 16. marec – volivci Avtonomne republike Krim na referendumu izglasujejo odcepitev od Ukrajine in priključitev Ruski federaciji, vlada naslednji dan sprejme deklaracijo neodvisnosti in prične postopek za priključitev.
- 25. marec – Svetovna zdravstvena organizacija sporoči, da so zaznali lokalen izbruh ebole v Gvineji, ta kasneje preraste v epidemijo.
- 27. marec – Svetovna zdravstvena organizacija sporoči, da je otroška ohromelost v Jugovzhodni Aziji izkoreninjena.
- 5. maj – zaradi konfliktov v stranki Pozitivna Slovenija in vladni koaliciji odstopi predsednica Vlade Republike Slovenije Alenka Bratušek.
- 10. maj – Avstrija zmaga na prireditvi Pesem Evrovizije 2014 na Danskem.
- 22.–25. maj – v državah članicah Evropske unije potekajo volitve v Evropski parlament (volitve slovenskih poslancev 25. maja).
- 12. junij–13. julij – 20. svetovno prvenstvo v nogometu v Braziliji se konča z zmago nemške reprezentance.
- 19. junij – španski kralj Juan Carlos I. se odpove svojemu položaju, nasledi ga sin Filip VI.
- 29. junij – sunitska džihadistična skupina Islamska država Iraka in Levanta se razglasi za kalifat v okviru svoje oborožene kampanje v Iraku in Siriji.
- 8. julij–26. avgust – operacija Zaščitni rob: izraelska vojska v odziv na napetosti med Izraelom in Hamasom sproži ofenzivo na Gazo, v kateri umre več kot 2100 Palestincev in 69 Izraelcev.
- 13. julij – na predčasnih državnozborskih volitvah v Sloveniji osvoji največ glasov novoustanovljena Stranka Mira Cerarja.

### Avgust – december
- 1. avgust – Evropska unija uvede gospodarske sankcije proti Rusiji zaradi krize v Ukrajini, Rusija pa teden dni kasneje razglasi povračilni embargo na uvoz hrane iz EU.
- 25. avgust – Nasina sonda New Horizons prečka Neptunovo orbito na poti do Plutona.
- 18. september – 
  - na Škotskem izvedejo plebiscit o neodvisnosti od Združenega kraljestva, na katerem se volivci odločijo ostati v skupni državi.
  - v državnem zboru Republike Slovenije je potrjena 12. vlada Republike Slovenije pod vodstvom premierja Miroslava Cerarja ml.
- 22. september – Združene države Amerike in več arabskih zaveznikov začne z bombardiranjem ISIL in drugih islamističnih vojaških skupin v Siriji.
- 5. oktober – slovenski volivci na lokalnih volitvah izbirajo župane slovenskih občin in člane občinskih svetov.
- 19. oktober – komet Siding Spring se približa Marsu na razdaljo 140.000 km, najbližji znani kometov oblet planeta v zgodovini astronomije.
- 3. november – odprt je One World Trade Center v New Yorku, najvišja zgradba na zahodni polobli.
- 12. november – pristajalni modul sonde Rosetta Evropske vesoljske agencije uspešno pristane na kometu Čurjumov-Gerasimenko.
- 28. december – Združene države Amerike in zveza NATO uradno končajo vojaški del invazije na Afganistan.

## Rojstva
- 20. februar – Princesa Leonora, vojvodinja Gotlandska

## Smrti
Glej tudi: Kategorija:Umrli leta 2014
- 5. januar – Eusébio, portugalski nogometaš (* 1942)
- 11. januar – Ariel Šaron, izraelski general in politik (* 1928)
- 1. februar – Luis Aragonés, španski nogometaš in trener (* 1938)
- 2. februar – Philip Seymour Hoffman, ameriški igralec (* 1967)
- 6. februar – Stane Koritnik, slovenski operni pevec, baritonist (* 1937)
- 10. februar – 
  - Tomaž Pengov, slovenski kantavtor (* 1949)
  - Shirley Temple, ameriška igralka (* 1928)
- 15. februar – Ajda Kalan, slovenska radijska in televizijska voditeljica (* 1943)
- 21. februar – Špelca Čopič, slovenska umetnostna zgodovinarka (* 1922)
- 23. februar – Franc Zagožen, slovenski agronom in politik (* 1942)
- 22. februar – Ivan Tomažič, slovenski duhovnik in venetolog (* 1919)
- 25. februar – Paco de Lucía, španski kitarist (* 1947)
- 6. marec – Bogdan Žorž, slovenski psiholog (* 1948)
- 1. april – Jacques Le Goff, francoski zgodovinar (* 1924)
- 6. april – Mickey Rooney, ameriški igralec (* 1920)
- 13. april – Ernesto Laclau, argentinski politolog in zgodovinar (* 1935)
- 17. april – Gabriel García Márquez, kolumbijski pisatelj, nobelovec (* 1927)
- 2. maj – Žarko Petan, slovenski pisatelj, satirik in režiser (* 1929)
- 3. maj – James Oberstar, ameriški kongresnik slovenskega rodu (* 1934)
- 12. maj – H. R. Giger, švicarski surrealistični umetnik (* 1940)
- 17. maj – Gerald M. Edelman, ameriški biolog, nobelovec (* 1929)
- 18. maj – Dobrica Ćosić, srbski pisatelj in politik (* 1921)
- 19. maj – Jack Brabham, avstralski dirkač Formule 1 (* 1926)
- 25. maj – Wojciech Jaruzelski, general in politik v času socialistične Poljske (* 1923)
- 7. junij – Jurij Gustinčič, slovenski novinar (* 1921)
- 18. junij – Horace Silver, ameriški glasbenik (* 1928)
- 25. junij – Ana María Matute, španska pisateljica (* 1925)
- 7. julij – 
  - Eduard Ševardnadze, gruzinski politik (* 1928)
  - Alfredo Di Stéfano, argentinsko-španski nogometaš in trener (* 1926)
- 13. julij – Nadine Gordimer, južnoafriška pisateljica, nobelovka (* 1923)
- 22. julij – Vladimir Kavčič, slovenski pisatelj in urednik (* 1932)
- 10. avgust – Franc Cerar, slovenski duhovnik, jezuit in pisatelj (* 1922)
- 11. avgust – Robin Williams, ameriški igralec in komik (* 1951)
- 12. avgust – Lauren Bacall, ameriška igralka (* 1924)
- 24. avgust – Richard Attenborough, britanski igralec in režiser (* 1923)
- 8. september – Magda Olivero, italijanska sopranistka (* 1910)
- 30. september – Martin Lewis Perl, ameriški fizik, nobelovec (* 1927)
- 3. oktober – Helga Glušič, slovenska literarna zgodovinarka (* 1934)
- 20. oktober – Pavle Merkù, slovenski skladatelj in etnomuzikolog (* 1927)
- 24. oktober – Mbulaeni Mulaudzi, južnoafriški tekač na srednje proge (* 1980)
- 7. november – Kajetan Kovič, slovenski pisatelj, pesnik in prevajalec (* 1931)
- 12. november – Alojz Grnjak, slovenski harmonikar (*1929)
- 19. november – Mike Nichols, ameriški režiser (* 1931)
- 24. november – Viktor Tihonov, ruski hokejist in trener (* 1930)
- 9. december – Jože Toporišič, slovenski jezikoslovec (* 1926)
- 21. december – Udo Jürgens, avstrijski skladatelj in pevec (* 1934)
- 22. december – Joe Cocker, angleški pevec (* 1944)
- 27. december – Tomaž Šalamun, slovenski pesnik (* 1941)

## Nobelove nagrade
- fizika: Isamu Akasaki, Hiroši Amano in Šuji Nakamura
- kemija: Eric Betzig, Stefan Hell in William Moerner
- fiziologija ali medicina: John O'Keefe, May-Britt Moser in Edvard I. Moser
- književnost: Patrick Modiano
- mir: Kajlaš Satjarti in Malala Jusafzaj
- ekonomija: Jean Tirole